# Oxalis perdicaria
Oxalis perdicaria är en harsyreväxtart som först beskrevs av Mol., och fick sitt nu gällande namn av Gunckel. Oxalis perdicaria ingår i släktet oxalisar, och familjen harsyreväxter. Inga underarter finns listade i Catalogue of Life.